# Facundo Melillán
Facundo Melillán (nacido el 23 de abril de 1997) es un futbolista profesional argentino que juega como lateral izquierdo en Mitre de Santiago del Estero, de la Primera Nacional.

## Carrera profesional
All Boys le dio a Melillán su debut en el fútbol profesional. El club descendió de la Primera B Nacional en 2017-18, el defensor no disputó ningún partido, pero fue convocado al banco de suplentes en dos ocasiones. El debut profesional de Melillán llegó el 24 de agosto de 2018 durante la victoria por 2-1 ante Fénix en Primera B Metropolitana, entrando en los minutos finales en lugar de Rodrigo Díaz . Fue convocado para ser titular por primera vez en el siguiente mes de septiembre frente a Defensores Unidos .

## Estadísticas
Actualizado al 10 de octubre de 2022

| All Boys Argentina | 2º                  | 2017-18             | 0  | 0 | 0 | 0 | — | — | 0  | 0 |
| All Boys Argentina | 3º                  | 2018-19             | 16 | 0 | 1 | 0 | — | — | 17 | 0 |
| All Boys Argentina | 2º                  | 2019-20             | 7  | 0 | 0 | 0 | — | — | 7  | 0 |
| All Boys Argentina | Total               | Total               | 23 | 0 | 0 | 0 | — | — | 24 | 0 |
| Colegiales Argentina | 3º                  | 2020                | 2  | 0 | 0 | 0 | — | — | 2  | 0 |
| Colegiales Argentina | 3º                  | 2021                | 13 | 0 | 0 | 0 | — | — | 13 | 0 |
| Colegiales Argentina | 3º                  | 2022                | 17 | 0 | 1 | 0 | — | — | 18 | 0 |
| Colegiales Argentina | Total               | Total               | 32 | 0 | 1 | 0 | — | — | 33 | 0 |
| Total en su carrera | Total en su carrera | Total en su carrera | 55 | 0 | 2 | 0 | 0 | 0 | 57 | 0 |
| (1) La copa nacional se refiere a la Copa Argentina y Supercopa Argentina . (2) La copa internacional se refiere a la Copa Sudamericana, Recopa Sudamericana, Copa Libertadores y Copa Suruga Bank. |                     |                     |    |   |   |   |   |   |    |   |